# Đạo diễn điện ảnh

Trần Mộc Thắng, đạo diễn của điện ảnh Hồng Kông.

Đạo diễn là người chịu trách nhiệm chỉ đạo quá trình thực hiện một tác phẩm nghe nhìn, thường là điện ảnh hoặc truyền hình. Khi bắt đầu với một kịch bản, người đạo diễn sẽ định hướng những hiệu quả hình ảnh và nghệ thuật cho bộ phim. Lúc khởi quay, đạo diễn sẽ dàn cảnh, chỉ đạo diễn xuất và các phương tiện kỹ thuật. Tùy theo các điều khoản trong hợp đồng mà người đạo diễn có thể tham gia vào quá trình dựng phim hoặc không (thường là các đạo diễn ở châu Âu, ít hơn ở Mỹ). Đây là khâu cuối cùng sau khi quay xong một bộ phim, thường được gọi là "final-cut" (hiểu nôm na là khâu cắt bỏ các cảnh không ưng ý). Khi dự định cho ra lò một bộ phim, nhà sản xuất phim tìm đến các đạo diễn và người đạo diễn có trách nhiệm đảm bảo là tính ăn khách cho bộ phim. Người đạo diễn phải thực hiện quay đúng tiến độ và không được vượt quá ngân sách đã cho.
Ngày nay các đạo diễn hoạt động trong rất nhiều lĩnh vực:
- Phim viễn tưởng dài (trên 2500 mét) và ngắn (300 - 600 mét) (phim điện ảnh hoặc phim truyền hình).
- Phim tài liệu và phim động vật.
- Phim dựa trên chuyện thực (gần với nghệ thuật tạo hình).
- Phim quảng cáo.
- Phim truyền thông nghe nhìn.
- Chương trình truyền hình trực tiếp (thể thao, gameshow...).

## Đạo diễn điện ảnh
Công việc của một đạo diễn
Công việc của một đạo diễn rất phức tạp và cần có sự linh hoạt. Tùy theo dự án, nó có thể bao gồm những nhiệm vụ khác nhau, nhưng cơ bản có những công việc như sau:
- Chuẩn bị:

1. Định hình khuynh hướng nghệ thuật cho bộ phim.
2. Thống nhất kịch bản trong đoàn phim.
3. Phân cảnh thành các lớp (dựng theo ảnh chụp và gióng khung).
4. Tổ chức và chọn địa điểm quay phù hợp với phân cảnh.

- Quay phim

1. Chỉ đạo diễn xuất (vị trí diễn viên, giọng, thể hiện cảm xúc, cử động)
2. Chịu trách nhiệm chọn vị trí đặt máy quay, khung cảnh, cú máy...
3. Chọn ánh sáng cho khung cảnh (cùng với đạo diễn hình ảnh)
4. Đảm bảo thời gian quay và cân đối ngân sách đã chi.
5. Tất cả những hoạt động khác như chỉ đạo nghệ thuật, kĩ thuật cho bộ phim và nhất là quản lý ê-kíp làm phim.

- Hậu kỳ

1. Giám sát dựng phim
2. Âm nhạc cho phim

Trên thực tế, người đạo diễn giao cho các chuyên gia kỹ thuật trong ê-kíp làm phim sắp xếp các chi tiết trong phim theo hướng đã định. Một đạo diễn chịu trách nhiệm kiến tạo bộ phim, cũng như chỉ đạo ê-kíp làm phim bao gồm: đạo diễn hình ảnh, thiết kế mĩ thuật, quay phim, xử lý âm thanh,... Đạo diễn là người phối hợp những hiệu ứng từ nhiều lĩnh vực khác nhau với sự giúp đỡ của một hoặc nhiều trợ lý.
Phương pháp đạo diễn: Đạo diễn có các quyền hạn nhiều ít tùy theo phim, và một số trong các quyền đó phải dưới sự điều khiển của ê-kíp sản xuất. Nhưng càng ngày đạo diễn càng có nhiều quyền hơn trong việc quyết định kinh phí sản xuất phim. Điều này đặc biệt được thấy rõ trong những năm 1930 đến những năm 1950.
Cũng có những đạo diễn có quyền rất lớn, đó là người chỉ đạo nghệ thuật của một bộ phim. Đây là phương pháp của họ:
- Xây dựng một kết cấu kịch tổng quát, chọn diễn viên phù hợp với vai diễn. Những người này gồm các đạo diễn như Christopher Guest, Spike Lee, Robert Altman...
- Điều hành các mặt khác của dự án: lời thoại, diễn xuất, hình ảnh. Họ nói về quan điểm của tác giả.
- Tự viết kịch bản để có thể gắn kết mình với toàn bộ câu chuyện. Trong số những người này có các đạo diễn: Stanley Kubrick, Paul Thomas Anderson, Woody Allen, Charlie Chaplin, Billy Wilder, Pedro Almodóvar, Kevin Smith, Quentin Tarantino, Andrew Niccol, Oliver Stone, Hayao Miyazaki, M.Night Shyamalan, Robert Rodriguez, Alejandro González Iñárritu,...
- Luôn hợp tác với một nhà biên kịch duy nhất để nắm được phong cách và hiểu được những trăn trở của họ trong các câu chuyện. Có rất nhiều cặp đôi như thế: Wes Anderson và Owen Wilson với biên kịch Noah Baumbach, Martin Scorsese và Nicholas Pileggi với Paul Shrader, hay Robert Zemeckis với Bob Gale,...
- Đạo diễn đồng thời là chủ nhiệm quay phim và dựng phim như Sreven Soderbergh, Don Coscarelli, Robert Rodriguez,...
- Đạo diễn vừa là diễn viên (thường là những vai nhỏ) như Martin Scorsese, Mel Gibson, Woody Allen, Alfred Hitchcock,...

Đạo diễn cũng có thể hợp tác chặt chẽ với nhà sản xuất, thường là trong những vấn đề không liên quan đến nghệ thuật như kinh phí tổ chức hay quảng cáo...
Nhiều đạo diễn cũng tự mình đầu tư cho các dự án phim để có thể chủ động với những trách nhiệm lớn hơn. Orson Welles là một ví dụ, ông nổi tiếng với tư cách là một nhà biên kịch, một đạo diễn và là một nhà sản xuất. Những người khác như Alice Guy Blaché – cha đẻ của phim câm đồng thời cũng là nhà sản xuất.
Cơ cấu
Ở Mỹ, phần lớn các đạo diễn đều tham gia vào "Hội đạo diễn Hoa Kỳ", một tổ chức bảo vệ quyền tác giả cho các đạo diễn. Ở Canada cũng có một tổ chức tương tự, gọi là "Hội đạo diễn Canada". Một đạo diễn mới cát-xê vào khoảng 20 000 USD cho một phim, còn một đạo diễn thành danh thì được trả từ 500 000 USD cho tới hàng triệu đô mỗi phim.
Dựng cảnh, nhà làm phim
Trong tiếng Anh, thuật ngữ "đạo diễn" xuất hiện sớm để chỉ những người chỉ đạo các diễn viên, lựa chọn bối cảnh và địa điểm đặt máy quay. Sau đó công việc của người đạo diễn được phân hóa và chuyên biệt, nhường chỗ cho những chuyên gia kỹ thuật. Nhà sản xuất trở thành người có ảnh hưởng lớn nhất đến dự án phim.
Hai nhiệm vụ 
Sau năm 1945, một thế hệ mới trưởng thành...
Phim điện ảnh trở nên ít hão huyền hơn và ngày càng đi sâu vào thực tế. Ban đầu, trong suốt thời kỳ điện ảnh cũ cho đến thập niên 1950, đạo diễn áp đặt quan điểm của mình cho khán giả nhưng ngày nay, khi một tác phẩm điện ảnh chuẩn bị ra lò gây rất nhiều quan tâm của dư luận.

## Đạo diễn truyền hình
Công việc của một đạo diễn truyền hình khác hẳn với công việc của một đạo diễn điện ảnh, họ phải chịu một lúc rất nhiều áp lực như kinh phí hạn hẹp và thời lượng phát sóng ngắn ngủi, đồng thời vẫn phải đảm bảo chất lượng nghệ thuật cho tác phẩm.
Đối với những chương trình truyền hình như gameshow, thể thao, phóng sự,... họ không thể làm chủ hoàn toàn các hành động của nhân vật, vai trò của người đạo diễn truyền hình chủ yếu là dựng hình, biên tập nội dung hình ảnh làm sao cho người xem dễ hiểu và hài lòng nhất.
Công việc đạo diễn truyền hình (hay Đạo diễn các chương trình truyền hình) hiện nay đang dần trở thành một nghề nghiệp được công nhận và thậm chí còn trở nên phổ biến hơn cả đạo diễn điện ảnh (chủ yếu chỉ làm phim truyện nhựa và tài liệu nhựa)
Nghề đạo diễn các chương trình truyền hình bao gồm một chuyên môn khá đa dạng. Có thể là họ đạo diễn một talkshow, gameshow, hoặc phim phóng sự, tài liệu truyền hình, các chương trình tường thuật trực tiếp, các chương trình biểu diễn nghệ thuật hoặc các chương trình truyền hình thực tế khác...
Nghề đạo diễn truyền hình gần như có thể được coi là một nghề nghiệp cụ thể tại Việt Nam từ khoảng những năm đầu thế kỷ 21 khi các chương trình truyền hình bắt đầu nở rộ trên các kênh truyền hình Việt Nam.

## Đào tạo
Ở Pháp, các trường cao đẳng công lập mở có các khóa đào tạo về nghề đạo diễn. La Fémis - trường cao đẳng truyền thanh truyền hình, L'École Louis-Lumière cũng như vài trường khác đào tạo đạo diễn bậc Bac + 5. Nhưng bạn cũng có thể học ngành này ở các trường đại học, chẳng hạn bạn có thể học bằng IUP de l'information et de la communication về sản phẩm nghe nhìn.
+ Trường cao đẳng quốc gia truyền thanh truyền hình
+ Trường cao đẳng quốc gia Louis-Lumière
+ Đại học Toulouse
+ ĐH Bordeux
+ ĐH Poitiers
+ ĐH Paris
+ Trường Le Fresnoy
Nhiều trường tư cũng đào tạo ngành này nhưng học phí khá cao. Ngoài ra có các khóa học lấy bằng đạo diễn như bằng IUP, MST, DESS.
Trường tư nổi tiếng nhất về nghe nhìn và điện ảnh là Học viện truyền thanh truyền hình quốc tế (l'Institut international de l'image et du son). Các trường khác là ESRA, EICAR, CLCF...
Yêu cầu
Trong suốt dự án, mỗi ngày, đạo diễn phải đối mặt với những trách nhiệm hết sức nặng nề trước các nhà sản xuất. Điều đó buộc người đạo diễn phải trở nên khéo léo, nhẫn nại và phải chịu đựng được sự căng thẳng kéo dài. Đặc biệt, người đạo diễn còn phải biết các phương pháp âm thanh và hình ảnh, dựng cảnh và điều hành.
Khả năng phân tích là yêu cầu đầu tiên khi bắt tay vào làm phim để có thể lựa chọn diễn viên phù hợp, cách quay hay phân bố thời gian.
Ở Việt Nam, trước đây, công việc đạo diễn nói chung (bao gồm cả đạo diễn điện ảnh và đạo diễn truyền hình) thường có nguồn đào tạo từ Trường Đại học Sân khấu và Điện ảnh Hà Nội và Thành phố Hồ Chí Minh. Gần đây, có Khoa Phát thanh Truyền hình của Học viện Báo chí và Tuyên truyền hoặc Khoa Báo chí của Trường Đại học Khoa học Xã hội và Nhân văn Hà Nội và TPHCM đào tạo Cử nhân Báo chí, cũng có thể tham gia và công việc đạo diễn truyền hình. Tuy nhiên, ở Việt Nam vẫn chưa có một trường đại học nào chuyên đào tạo về nghề Đạo diễn các chương trình truyền hình một cách chuyên nghiệp.
Các doanh nghiệp có nhu cầu sử dụng nguồn nhân lực loại này hiện nay vẫn phải chấp nhận sử dụng nguồn nhân lực từ các nguồn đào tạo khác nhau.

## Ngoài
Các đạo diễn như Anthony Minghella, Paul Greengrass, Ken Loach, Sydney Lunet, hay Steven Spielberg đều khởi nghiệp là đạo diễn truyền hình trước khi rẽ sang điện ảnh.

## Danh sách các đạo diễn nổi tiếng và các bộ phim của họ
- J.J. Abrams (Star Trek Into Darkness - 2013)
- Ben Affleck (Argo - 2012)
- Woody Allen (Annie Hall - 1977)Anh hồ bảo Ngọc
- Pedro Almodóvar (All About My Mother - 1999)
- Robert Altman (MASH - 1970)
- Lindsay Anderson (if.... - 1968)
- Michael Anderson (The Dam Busters - 1955)
- Paul Thomas Anderson (Boogie Nights - 1997)
- Wes Anderson (The Royal Tenenbaums - 2001, The Grand Budapest Hotel - 2014)
- Theodoros Angelopoulos (Eternity and a Day - 1998)
- Jean-Jacques Annaud (The Name of the Rose - 1986)
- Sathyan Anthikad (Rasathanthram - 2006)
- Michelangelo Antonioni (L'Avventura - 1960)
- Judd Apatow (The 40-Year-Old Virgin - 2005)
- Andrea Arnold (Red Road - 2006)
- Dario Argento (Inferno - 1980)
- Darren Aronofsky (Requiem for a Dream - 2000, Black Swan - 2010]]
- Dorothy Arzner (The Bride Wore Red - 1937)
- Richard Attenborough (Gandhi - 1982)
- Mario Bava (Lisa and the Devil - 1972)
- Michael Bay (Armageddon - 1998)
- Ingmar Bergman (Wild Strawberries - 1957)
- Bernardo Bertolucci (Last Tango in Paris - 1972)
- Kathryn Bigelow (The Hurt Locker - 2008, Zero Dark Thirty - 2012)
- Brad Bird (Ratatouille - 2007)
- John Boorman (Deliverance - 1972)
- Danny Boyle (Slumdog Millionaire - 2008)
- Catherine Breillat (A Real Young Girl - 1976)(banned until 1999)
- Robert Bresson (Au Hasard Balthazar - 1966)
- Mel Brooks (Spaceballs - 1987)
- Tod Browning (Dracula - 1931)
- Luis Buñuel (Un Chien Andalou) - 1929)
- Tim Burton (Beetlejuice) - 1988)
- James Cameron (Titanic) - 1997,Avatar - 2009)
- Jane Campion (The Piano - 1993)
- Frank Capra (It Happened One Night - 1934)
- John Carpenter (Halloween) - 1978)
- John Cassavetes (A Woman Under the Influence - 1974)
- Liliana Cavani (The Night Porter - 1974)
- Nuri Bilge Ceylan (Three Monkeys - 2008)
- Claude Chabrol (Madame Bovary - 1991)
- Charlie Chaplin (Modern Times - 1936)
- Michael Cimino (Heaven's Gate - 1980)
- Henri-Georges Clouzot (The Wages of Fear - 1953)
- Joel and Ethan Coen (Fargo - 1996, No Country for Old Men - 2007)
- Chris Columbus (Home Alone - 1990)
- Francis Ford Coppola (The Godfather - 1972)
- Sofia Coppola (Lost in Translation - 2006)
- Roger Corman (Attack of the Crab Monsters - 1967)
- Wes Craven (A Nightmare on Elm Street - 1984)
- David Cronenberg (The Fly - 1986)
- Cameron Crowe (Jerry Maguire - 1996, Almost Famous - 2000)
- Alfonso Cuaron (Gravity - 2013)
- Stephen Daldry (Billy Elliot - 2000)
- Joe Dante (Gremlins - 1984)
- Frank Darabont (The Shawshank Redemption - 1994)
- Dardenne Brothers (Rosetta - 1999)
- Julie Dashm (Daughters of the Dust - 1992)(The first theatrically-released film in the US by an African-American woman)
- Andrew Davis (The Fugitive - 1993)
- Jonathan Demme (The Silence of the Lambs - 1991)
- Guillermo del Toro (Pan's Labyrinth - 2006)
- Brian De Palma (The Untouchables - 1987)
- Vittorio De Sica (Bicycle Thieves - 1948)
- Andrew Dominik (The Assassination of Jesse James by the Coward Robert Ford - 2007)
- Stanley Donen (Singin' in the Rain - 1952)
- Carl Theodor Dreyer (The Passion of Joan of Arc - 1928)
- Guru Dutt (Pyaasa - 1957)
- Clint Eastwood (Unforgiven - 1992, Million Dollar Baby - 2004)
- Sergei Eisenstein (Battleship Potemkin - 1925)
- Roland Emmerich (Independence Day (1996 film) - 1996)
- Nora Ephron (Sleepless in Seattle - 1993)
- Víctor Erice (The Quince Tree Sun - 1992)
- William Eubank (Love (2011 film) - 2011)
- Asghar Farhadi (A Separation - 2011)
- Rainer Werner Fassbinder (The Marriage of Maria Braun - 1979)
- Federico Fellini (Satyricon - 1969)
- Todd Field (Little Children (film) - 2006)
- David Fincher (The Curious Case of Benjamin Button (film) - 2008, The Social Network - 2010, Gone Girl - (2014))
- Victor Fleming (Gone With the Wind (film) - 1939, The Wizard of Oz - 1939)
- John Ford (How Green Was My Valley (film) - 1941)
- Miloš Forman (One Flew Over the Cuckoo's Nest (film) - 1975, Amadeus - 1984)
- John Frankenheimer (The Manchurian Candidate (1962 film) - 1962)
- William Friedkin (The French Connection (film) - 1971)
- Lucio Fulci (City of the Living Dead - 1980)
- Samuel Fuller (The Naked Kiss - 1964)
- Ritwik Ghatak (Jukti Takko Aar Gappo - 1974)
- Lewis Gilbert (Educating Rita (film) - 1983)
- Terry Gilliam (Brazil (film) - 1985)
- Jean-Luc Godard (Breathless (1960 film) - 1960)
- Adoor Gopalakrishnan (Swayamvaram - 1972)
- D. W. Griffith (The Birth of a Nation - 1915)
- Michael Haneke (The White Ribbon - 2009)
- Catherine Hardwicke (Twilight (2008 film) - 2008)
- Renny Harlin (Die Hard 2 - 1990)
- Hal Hartley (Henry Fool - 1997)
- Howard Hawks (Gentlemen Prefer Blondes - 1953)
- Amy Heckerling (Fast Times at Ridgemont High - 1982)
- Werner Herzog (Fitzcarraldo - 1982)
- George Roy Hill (Slaughterhouse-Five - 1972)
- Walter Hill (48 Hrs. - 1982)
- Alfred Hitchcock (Vertigo - 1958, Psycho (1960 film) - 1960)
- Tobe Hooper (The Texas Chainsaw Massacre - 1974)
- Tom Hooper (The King's Speech - 2010)
- Ron Howard (A Beautiful Mind - 2001)
- John Hughes (Ferris Bueller's Day Off - 1986)
- John Huston (The Maltese Falcon (1941 film) - 1941)
- Kon Ichikawa (Fires on the Plain - 1959)
- Miklós Jancsó (The Red and the White - 1967)
- Peter Jackson (The Lord of the Rings (film series) - 2001-2003)
- Jim Jarmusch (Down by Law (film) - 1986)
- Jean-Pierre Jeunet (Amelie - 2001)
- Norman Jewison (Fiddler on the Roof - 1971)
- Rian Johnson (Brick (film) - 2005)
- Joe Johnston (Honey, I Shrunk the Kids - 1989)
- Chuck Jones (Gay Purr-ee - 1962)(an animated film)
- Neil Jordan (The Crying Game - 1992)
- Wong Kar-wai (Chungking Express - 1994)
- Elia Kazan (A Streetcar Named Desire (film) - 1951, "On the Waterfront" - 1954)
- Buster Keaton (Sidewalks of New York - 1931)
- Abbas Kiarostami (Taste of Cherry - 1997)
- Krzysztof Kieślowski (The Three Colors Trilogy - 1993-1994)
- Masaki Kobayashi (The Human Condition (film series) - 1959-1961)
- Stanley Kramer (Judgment at Nuremberg - 1961)
- Stanley Kubrick (2001: A Space Odyssey - 1968, A Clockwork Orange - 1971)
- Akira Kurosawa (Drunken Angel - 1948)
- Emir Kusturica (When Father Was Away on Business - 1985)
- Fritz Lang (Metropolis (1927 film) - 1927)
- John Lasseter (Toy Story 2 - 1999)
- David Lean (Lawrence of Arabia (film) - 1962)
- Lý An (Chuyện tình sau núi - 2005, Cuộc đời của Pi - 2012)
- Spike Lee (Do the Right Thing - 1990)
- Sergio Leone (A Fistful of Dollars - 1964)
- Barry Levinson (Rain Man - 1988)
- Ken Loach (Riff-Raff - 1991)
- Joseph Losey (Monsieur Klein - 1976)
- George Lucas (Star Wars - 1977)
- Sidney Lumet (Dog Day Afternoon - 1975)
- Ernst Lubitsch (Heaven Can Wait - 1943)
- David Lynch (Mulholland Dr. - 2001)
- Kevin Macdonald (The Last King of Scotland (film) - 2006)
- Maria Maggenti (Puccini for Beginners - 2006)
- Samira Makhmalbaf (At Five in the Afternoon - 2003)
- Terrence Malick (Badlands - 1973, The Tree of Life - 2011)
- Louis Malle (Au Revoir, les Enfants - 1987)
- Joseph L. Mankiewicz (Guys and Dolls (film) - 1955)
- Michael Mann (Miami Vice (film) - 2006)
- Rob Marshall (Chicago (2002 film) - 2002)
- Steve McQueen (12 Years a Slave - 2013)
- Deepa Mehta (Midnight's Children (film) - 2012)
- Georges Méliès (A Trip to the Moon - 1902)
- Sam Mendes (American Beauty - 1999)
- Márta Mészáros (Diary for my Children - 1984)
- Anthony Minghella (The English Patient (film) - 1996)
- Hayao Miyazaki (Spirited Away - 2001)
- Kenji Mizoguchi (Ugetsu - 1953)
- Mario Monicelli (Rossini! Rossini! - 1991)
- Michael Moore (Fahrenheit 9/11 - 2004)
- F. W. Murnau (4 Devils - 1928)
- Mira Nair (Salaam Bombay! - 1988)
- Christopher Nolan (Memento - 2000, Inception - 2010)
- Frank Oz (Little Shop of Horrors (film) - 1986)
- Yasujirō Ozu (Tokyo Story - 1953)
- Padmarajan (Aparan - 1988)
- Park Chan-Wook (Oldboy - 2003)
- Sergei Parajanov (The Color of Pomegranates - 1968)
- Alan Parker (Midnight Express (film) - 1978)
- Sam Peckinpah (The Wild Bunch - 1969)
- Arthur Penn (Bonnie and Clyde (film) - 1967)
- Dadasaheb Phalke (Gangavataran - 1937)
- Roman Polanski (Chinatown (1974 film) - 1974, The Pianist - 2002)
- Sally Potter (The Man Who Cried - 2000)
- Otto Preminger (Anatomy of a Murder - 1959)
- Powell and Pressburger (The Red Shoes (1948 film) - 1948)
- Sam Raimi (The Evil Dead (franchise) - 1978-2014)
- Harold Ramis (Groundhog Day (film) - 1993)
- Mani Ratnam (Nayakan (1987 film) - 1987)
- Nicholas Ray (Rebel Without a Cause - 1955)
- Satyajit Ray (The Apu Trilogy - 1955-1959)
- Rob Reiner (A Few Good Men (film) - 1992)
- Ivan Reitman (Ghostbusters - 1984)
- Jason Reitman (Up in the Air (phim - 2009)
- Jean Renoir (La Grand Illusion - 1937)
- Alain Resnais (Last Year at Marienbad - 1961)
- Leni Riefenstahl (Triumph of the Will - 1935)
- Éric Rohmer (Pauline at the Beach - 1983)
- George A. Romero (Night of the Living Dead - 1968)
- Roberto Rossellini (Rome, Open City - 1945)
- Eli Roth (Hostel (2005 film) - 2005)
- Bimal Roy (Do Bigha Zamin - 1953)
- John Sayles (The Secret of Roan Inish - 1994)
- Franklin J. Schaffner (Patton (film) - 1970)
- Volker Schlöndorff (The Tin Drum (film) - 1979)
- Ettore Scola (Le Bal (film) - 1983)
- Martin Scorsese (Taxi Driver (film) - 1976, Goodfellas - 1990, The Departed - 2006)
- Ridley Scott (Blade Runner - 1982)
- Tony Scott (Top Gun - 1986)
- Shankar (Indian (1996 film) - 1996)
- V. Shantaram (Do Aankhen Barah Haath - 1958)
- M. Night Shyamalan (The Sixth Sense - 2002)
- Don Siegel (Dirty Harry - 1971)
- Bryan Singer (The Usual Suspects - 1995)
- Robert Siodmak (The Killers (1946 film) - 1946)
- Kevin Smith (Clerks - 1994)
- John Singleton (Boyz n the Hood - 1991)
- Steven Soderbergh (Erin Brockovich - 2000)
- Paolo Sorrentino (Il Divo (film) - 2008)
- Steven Spielberg (E.T. the Extra-Terrestrial - 1982)
- Sylvester Stallone (Rocky II - 1979)
- George Stevens (Giant (1956 film) - 1956)
- Oliver Stone (Platoon (film) - 1986)
- John Sturges (The Great Escape (film) - 1963)
- Preston Sturges (The Great McGinty - 1940)
- István Szabó (Mephisto (1981 film) - 1981)
- Quentin Tarantino (Pulp Fiction - 1994, Inglourious Basterds - 2009)
- Andrei Tarkovsky (Solaris (1972 film) - 1972)
- Bela Tarr (Satantango - 1994)
- Jiří Trnka (Old Czech Legends - 1953)
- Giuseppe Tornatore (The Legend of 1900 - 1998)
- Jacques Tourneur (Cat People (1942 film) - 1942)
- François Truffaut (The 400 Blows - 1959)
- Jon Turteltaub (National Treasure (film) - 2004)
- Agnès Varda (The Beaches of Agnes - 2008)
- Gore Verbinski (Rango (2011 film) - 2011)
- Paul Verhoeven (Basic Instinct - 1992)
- King Vidor (The Champ (1931 film) - 1931)
- Luchino Visconti (The Leopard (1963 film) - 1963)
- Lars von Trier (Dancer in the Dark - 2000)
- The Wachowskis (The Matrix - 1999)
- James Wan (Saw (2004 film) - 2004, The Conjuring - 2013)
- Marc Webb (The Amazing Spider-Man (2012 film) - 2012)
- Peter Weir (Master and Commander: The Far Side of the World - 2003)
- Orson Welles (Citizen Kane - 1941)
- Wim Wenders (Paris, Texas (film) - 1984)
- James Whale (Frankenstein (1931 film) - 1931)
- Joss Whedon (The Avengers (2012 film) - 2012)
- Robert Wiene (The Cabinet of Dr. Caligari - 1920)
- Billy Wilder (The Apartment - 1960)
- Robert Wise (West Side Story (film) - 1961)
- Ed Wood (Plan 9 From Outer Space - 1959)
- Edgar Wright (Shaun of the Dead - 2004)
- Joe Wright (Atonement (film) - 2007)
- William Wyler (Ben-Hur - 1959)
- David Yates (Harry Potter and the Order of the Phoenix (film) - 2007)
- Peter Yates (Bullitt - 1968)
- Zhang Yimou (To Live (film) - 1994)
- Karel Zeman (The Fabulous Baron Munchausen - 1961)
- Robert Zemeckis (Back to the Future - 1985, Forrest Gump - 1994)
- Mai Zetterling (Loving Couples (1964 film) - 1964)
- Fred Zinnemann (From Here to Eternity - 1953)